# Frans Schaap
Frans Schaap (28 april 1957) is een voormalig Nederlands voetballer. Hij stond in het Nederlandse betaalde voetbal onder contract bij SVV en bij de amateurs van De Musschen, VC Vlissingen en DCV.

## Wedstrijdstatistieken
| Seizoen | Club | Competitie     | wed. | goals |
| ------- | ---- | -------------- | ---- | ----- |
| 1982/83 | SVV  | Eerste divisie | 21   | 3     |